# Мнени, Ноа
Ноа Ханс Мнени (фар. Noah Hans Mneney; род. 6 декабря 2002 года в Фуглафьёрдуре, Фарерские острова) — фарерский футболист, игрок клуба «Вуйчингур» и национальной сборной Фарерских островов.

## Клубная карьера
Ноа начинал карьеру в «ИФ» из родного Фуглафьёрдура. В 2019 году он перебрался в «Вуйчингур». Он дебютировал за «викингов» 18 августа, заменив Адешину Лаваля на 90-й минуте матча фарерской премьер-лиги с «ЭБ/Стреймур». Всего в своём первом сезоне на взрослом уровне Ноа принял участие в 3 встречах первенства архипелага. В следующем году провёл 20 игр и забил первый гол в карьере, поразив ворота «ЭБ/Стреймур» 2 августа. В сезоне-2021 игрок появился на поле 26 раз, отметившись 1 забитым мячом. В 2022 году Ноа отыграл 25 встреч чемпионата, отличившись 1 раз, став обладателем приза лучшему молодому игроку сезона.

## Международная карьера
Первый вызов в юношескую сборную Фарерских островов 2002 года рождения Ноа получил в июне 2016 года. Его активные выступления за юношескую сборную пришлись на 2018—2019 годы, когда он провёл 14 встреч за команды до 17 и 19 лет. С 2020 года Ноа является членом молодёжной сборной архипелага и имеет на своём счету 8 сыгранных встреч. 23 сентября 2022 года его впервые вызвали в национальную сборную Фарерских островов в качестве замены травмировавшему колено Халлуру Ханссону. Его дебют за сборную состоялся двумя месяцами позже: 19 ноября Ноа целиком отыграл товарищескую встречу против национальной команды Косово.

## Достижения

### Командные
«Вуйчингур»
- Обладатель Кубка Фарерских островов (1): 2022

### Личные
- Лучший молодой игрок чемпионата Фарерских островов (1): 2022